# Jaime Sáez Quiroz
Jaime Salvador Sáez Quiroz (Temuco, 9 de desembre de 1985) és un tècnic administratiu, activista mediambiental i polític xilè, militant del partit Revolució Democràtica (RD). Des de març de 2022 exerceix com a diputat a la Cambra de la República en representació del districte n°26 de la regió de Los Lagos, pel període legislatiu 2022-2026.

## Trajectòria
Ha treballat a Valdivia gran part de la seva vida. Posseeix un màster en Desenvolupament a Escala Humana i Economia Ecològica de la Facultat de Ciències Econòmiques i Administratives de la Universitat Austral de Xile. Recentment es va titular en Administració Pública a la Universidad San Sebastián.
És militant de Revolució Democràtica des dels inicis del partit i va ser partícip de la creació de la coalició política Front Ampli.
Va assumir el càrrec de diputat l'11 de març de 2022 i actualment presideix la comissió permanent d'Obres Públiques, Transports i Telecomunicacions, i integra les comissions de Medi Ambient i Recursos Naturals i Zones Extremes i Antàrtica Xilena.